# Pronous colon
Pronous colon là một loài nhện trong họ Araneidae.
Loài này thuộc chi Pronous. Pronous colon được Herbert Walter Levi miêu tả năm 1995.